# San Ferdinando (Napoli)
(Charles Dickens)
San Ferdinando è un quartiere del centro di Napoli. Il quartiere confina ad ovest col quartiere Chiaia (via Santa Caterina da Siena, Gradoni di Chiaia, via Chiaia, via Santa Caterina, Piazza dei Martiri, via Calabritto, Piazza Vittoria), a nord coi quartieri Montecalvario (Salita Cariati, Piazzetta Concordia, vico Concordia, Salita Concordia, vico Lungo Trinità degli Spagnoli, vicoletto Trinità degli Spagnoli, Piazzetta Trinità degli Spagnoli, via Trinità degli Spagnoli), Porto (Piazza Municipio) e San Giuseppe (via Paolo Emilio Imbriani, Piazza Municipio); a sud e ad est si affaccia sul golfo di Napoli. Assieme ai quartieri di Chiaia e Posillipo forma la I municipalità del comune di Napoli.

## Etimologia
Il nome originario della zona intorno all'attuale Piazza del Plebiscito fu addirittura Falero - come l'antico porto greco che si estendeva fra Santa Lucia e l'odierno Molosiglio - ma non era ancora un quartiere. Alla genesi di questo divenne Pizzofalcone e con tale nome ci appare in un quadro del 1766 raffigurante una mappa dei quartieri di Napoli, visionabile alla certosa di San Martino. In seguito venne ribattezzato San Ferdinando, dal nome dell'omonima chiesa che fu basilica reale fino alla consacrazione della basilica di San Francesco di Paola.

## Storia
Il quartiere nasce nella prima metà del XVI secolo quando, ad opera di Ferdinando Manlio e Giovanni Benincasa, fu costruito il palazzo Vicereale (o palazzo Vecchio), antica residenza dei viceré, poi sostituito, nel XVII secolo, dal palazzo Nuovo (l'attuale palazzo Reale di Napoli), innalzato da Domenico Fontana su commissione del conte di Lemos. In quel periodo una serie di borghi posti a cavallo delle mura occidentali cominciano a compattarsi, dato anche l'arrivo di molte famiglie nobili provenienti da tutto il regno, che presero a comprare terreni per edificare ville e palazzi che fossero vicini al nuovo centro di potere. La viabilità fu completamente influenzata dalle decisioni vicereali, che qui vollero tracciare il tratto iniziale di via Toledo e sistemarono via Santa Lucia.

## Attività culturali
Il quartiere è ricco di attività culturali che spaziamo dall'ambito accademico, a quello artistico a quello ricreativo. In meno di un chilometro quadrato si trovano i due quotidiani cittadini, ben otto musei e cinque teatri che fanno di San Ferdinando uno dei centri culturali di Napoli.
Biblioteche
- Biblioteca nazionale Vittorio Emanuele III[6]

Caffè e librerie storiche
- Gran Caffè Gambrinus[7];
- Salone Margherita[8];
- Libreria Internazionale Treves;

Musei
- Palazzo Zevallos;
- Museo artistico industriale Filippo Palizzi[9];
- Museo civico di Castel Nuovo;
- Museo del corallo[10];
- Museo Giuseppe Caravita principe di Sirignano[11];
- Museo Memus[12];
- Palazzo Reale;
- Tunnel borbonico[13];

Quotidiani
- Il Mattino;
- Roma;

Teatri
- Teatro Augusteo[14];
- Teatro Mercadante;
- Teatro Politeama;
- Real Teatro San Carlo;
- Teatro Sannazaro[15];

Università ed Istituti di Cultura
- Università degli Studi di Napoli "Parthenope"[16];
- Rettorato dell'Università "L'Orientale", sito in Palazzo Du Mesnil;
- Centro Congressi dell'Università Federico II;
- Istituto Italiano per gli Studi Filosofici;
- Instituto Cervantes[17];
- Società Napoletana di Storia Patria[18];
- Circolo Artistico Politecnico;

## Monumenti e luoghi d'interesse

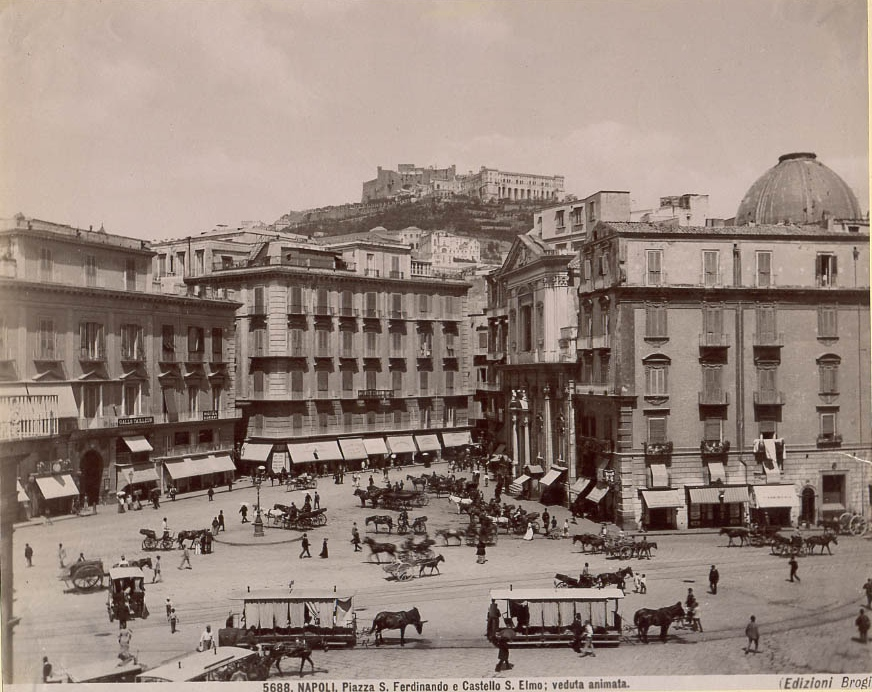
Piazza San Ferdinando in una foto del 1880.

Per tutto il medioevo, per l'asperità dei luoghi, fu sede di romitaggi. In età aragonese la zona fu fortificata, e solo tra il XV e il XVI secolo, anche per l'attrazione costituita dal palazzo Vicereale e del Palazzo Reale si popolò di residenze signorili, che oggi, spesso nel loro aspetto ottocentesco, danno il tono alla via Monte di Dio. Sulla destra si incontra la chiesa di Santa Maria degli Angeli, opera del teatino Grimaldi e all'angolo opposto l'imponente palazzo Ciccarelli di Cesavolpe. Proseguendo verso la sommità (a destra la discesa del Calascione), si incontrano una serie di palazzi nobiliari, il più famoso dei quali è il Serra di Cassano, opera di Ferdinando Sanfelice.
In via Egiziaca a Pizzofalcone c'è la chiesa omonima (1650), di Cosimo Fanzago. Sulla destra, su uno spiazzo da cui si gode di una bella veduta, la chiesa dell'Immacolatella a Pizzofalcone e il palazzo Carafa di Santa Severina, sede della sezione militare dell'Archivio di Stato. Scendendo per via Solitaria si giunge a piazza Plebiscito e a Santa Lucia, quartiere creato dall'allargamento della spiaggia con una colmata a mare negli anni post-unitari. Imboccato il Chiatamone si incontra la chiesa della Concezione (1617-1627), ove sono conservate tele di Paolo De Matteis, e il Palazzo D'Aquino. Scendendo su via Partenope, gli alberghi di gusto eclettico e razionalista e la sede della Facoltà di Economia, la cui facciata è un progetto di Roberto Pane.
Basiliche e Chiese
- Basilica di San Francesco di Paola
- Basilica di Santa Lucia a Mare
- Basilica di Santa Maria degli Angeli a Pizzofalcone
- Chiesa della Concezione al Chiatamone
- Chiesa della Nunziatella
- Chiesa di San Ferdinando
- Chiesa di Sant'Anna di Palazzo
- Chiesa di Sant'Orsola a Chiaia
- Chiesa di Santa Caterina da Siena
- Chiesa di Santa Maria della Catena
- Chiesa di Santa Maria della Speranza
- Chiesa di Santa Maria della Vittoria
- Chiesa di Santa Maria Egiziaca a Pizzofalcone
- Chiesa della Santissima Trinità degli Spagnoli

Castelli
- Castel dell'Ovo
- Castel Nuovo

Fontane
- Fontana dei Papiri
- Fontana del Carciofo
- Fontana dell'Immacolatella, anche detta Fontana del Gigante.

Gallerie
- Galleria Umberto I

Luoghi di interesse
- Borgo Santa Lucia
- Borgo Marinari
- Monte Echia

Palazzi
- Gran Quartiere di Pizzofalcone, oggi caserma della Polizia di Stato Nino Bixio
- Palazzo Alvito
- Palazzo Arlotta
- Palazzo Ascoli
- Palazzo Barbaja
- Palazzo Baracco
- Palazzo Berio
- Palazzo Blanch
- Palazzo Brancaccio (via San Pantaleone)
- Palazzo Calà Ulloa
- Palazzo Candido
- Palazzo Capracotta
- Palazzo Caprioli
- Palazzo Capua, sede del "Comando del Basso Tirreno" della Marina Militare
- Palazzo Caracciolo di Roccaromana
- Palazzo Caracciolo di Sant'Eramo
- Palazzo Carafa d'Andria
- Palazzo Carafa di Noja
- Palazzo Carafa di Santa Severina
- Palazzo Cardon
- Palazzo Carignani di Novoli
- Palazzo Cattaneo-Barberini
- Palazzo Cedronio
- Palazzo Cellammare
- Palazzo Chaves del Monte
- Palazzo Ciccarelli di Cesavolpe
- Palazzo Cirella
- Palazzo Colicelli Lanzara
- Palazzo Correale
- Palazzo Craven
- Palazzo Croce
- Palazzo D'Acuna
- Palazzo D'Alessandro di Pescolanciano
- Palazzo d'Aquino di Caramanico al Chiatamone
- Palazzo De Grassi di Pianura
- Palazzo De Turris
- Palazzo del Duca di Campochiaro
- Palazzo del Monte dei Morti
- Palazzo Del Pezzo
- Palazzo dell'Ammiragliato
- Palazzo della Real Paggeria
- Palazzo Douglas
- Palazzo Du Mesnil
- Palazzo Dupold
- Palazzo della Foresteria, sede della Prefettura di Napoli
- Palazzo Gaetani (Napoli)
- Palazzo Gironda di Canneto
- Palazzo Giroux
- Palazzo in via Carlo De Cesare n.53
- Palazzo in via Carlo De Cesare n.56
- Palazzo in via Nardones n.38
- Palazzo in via San Mattia n.65
- Palazzo Majorana
- Palazzo Medici di Ottaviano
- Palazzo Mele Longo
- Palazzo Montalto di Fragnito
- Palazzo Pignatelli di Monteroduni
- Palazzo Reale
- Palazzo Romano Colonna
- Palazzo Ruffo di Baranello
- Palazzo Rutia De Silva
- Palazzo Sanchez-Porcinari
- Palazzo Salerno, sede del "Comando Regione Militare Sud" dell'Esercito
- Palazzo Sanfelice di Bagnoli
- Palazzo Sant'Arpino
- Palazzo Serra di Cassano, sede dell'Istituto Italiano per gli Studi Filosofici
- Palazzo Sessa
- Palazzo Thalberg
- Palazzo Ventapane a Pizzofalcone
- Palazzo Zapata, sede del Circolo Artistico Politecnico
- Palazzo Zevallos, sede dell'omonima galleria
- Portici del Plebiscito, dov'è la Libreria Internazionale Treves
- Real Teatro San Carlo
- Scuola militare "Nunziatella"
- Villa Ebe

## Infrastrutture e trasporti
Il quartiere è servito dai bus e dai tram cittadini ed è collegato col sistema metropolitano attraverso le fermate di Municipio della linea 1 e della linea 6 e quella di Chiaia della linea 6. La funicolare Centrale invece garantisce i collegamenti col corso Vittorio Emanuele e col Vomero. È in funzione l'ascensore del Monte Echia che collega il belvedere di Monte Echia col Borgo di Santa Lucia, mentre da metà anni '50 è in funzione l'ascensore Chiaia che porta da via Chiaia a piazza Santa Maria degli Angeli. In più l'ascensore Acton collega piazza Plebiscito con via Acton.

### Piazze e strade principali
- Piazza Municipio
- Piazza Plebiscito
- Piazza Trieste e Trento
- Piazzetta Duca d'Aosta

- Via Chiaia
- Via Chiatamone
- Via Monte di Dio
- Via Partenope
- Via Toledo, anche detta via Roma

## Sport
Nel quartiere hanno sede alcuni dei più importanti circoli nautici napoletani: il Circolo del Remo e della Vela Italia, il Reale circolo canottieri Savoia ed il Rari Nantes Napoli sulla banchina Santa Lucia; il Circolo nautico della vela all'interno del borgo Marinari; il Circolo Canottieri Napoli al Molosiglio, a fianco al quale sorge anche la sede della sezione napoletana della Lega navale italiana. Nella darsena, infine, c'è la sezione napoletana di MariVela. A poche decine di metri, presso le scuderie del Palazzo Reale c'è la sede della Polisportiva partenope, con grandi tradizioni nella pallacanestro e nel rugby.
Piazza Plebiscito è ogni anno il punto nevralgico della maratona di Napoli, con il villaggio Maratona e le linee di partenza e di arrivo della corsa, che percorre più volte alcune delle strade più importanti del quartiere. Nella piazza si è svolto anche il Concorso internazionale di equitazione "Regione Campania" ed è il tradizionale luogo di svolgimento delle esercitazioni sportive dei corpi militari. In passato nella piazza era anche ubicata la partenza del Giro di Campania e si sono svolte le partenze e gli arrivi di alcune tappe del Giro d'Italia.
Fino al 1976 il Maschio Angioino fu sede della prestigiosa Accademia nazionale di scherma, che poi fu costretta a spostarsi al Vomero, presso lo stadio Collana ove rimase fino al 2005. Da quell'anno l'Accademia ha dovuto abbandonare l'impianto vomerese per problemi alla struttura dell'edificio, ora in perenne ristrutturazione; essa non ha più una sede propria ed in via precaria si appoggia a quella del CONI di Napoli. Da più parti si chiede il ritorno dello storico ente al castello angioino, anche in considerazione dello spostamento delle attività del consiglio comunale in altro stabile; almeno per ora ciò rimane un sogno.